# Achipteria clarencei
Achipteria clarencei är en kvalsterart som beskrevs av Nevin 1977. Achipteria clarencei ingår i släktet Achipteria och familjen Achipteriidae. Inga underarter finns listade i Catalogue of Life.